# FIDE Grand Prix 2017
Der FIDE Grand Prix 2017 war eine Serie von Schachturnieren unter Beteiligung der Weltspitze, die zwischen Februar 2017 und November 2017 stattfand. Die beiden Erstplatzierten qualifizierten sich für das Kandidatenturnier in Berlin 2018 zur Schachweltmeisterschaft 2018 gegen den amtierenden Weltmeister Magnus Carlsen aus Norwegen. Austragungsorte des Grand Prix waren Schardscha, Moskau, Genf und Palma de Mallorca.

## Modus
| Platz | Preisgeld | Grand-Prix-Punkte |
| ----- | --------- | ----------------- |
| 1     | 20.000 €  | 170               |
| 2     | 15.000 €  | 140               |
| 3     | 12.000 €  | 110               |
| 4     | 11.000 €  | 90                |
| 5     | 10.000 €  | 80                |
| 6     | 9.000 €   | 70                |
| 7     | 8.000 €   | 60                |
| 8     | 7.000 €   | 50                |
| 9     | 6.000 €   | 40                |
| 10    | 5.000 €   | 30                |
| 11    | 4.250 €   | 20                |
| 12    | 4.000 €   | 10                |
| 13    | 3.750 €   | 8                 |
| 14    | 3.500 €   | 6                 |
| 15    | 3.250 €   | 4                 |
| 16    | 3.000 €   | 3                 |
| 17    | 2.750 €   | 2                 |
| 18    | 2.500 €   | 1                 |

Der Grand Prix umfasste vier Turniere mit je 18 Spielern. Es nahmen 24 Spieler der Weltspitze teil, wobei jeder in drei Turnieren spielte. Die Turniere fanden nach Schweizer System mit neun Runden statt, im Gegensatz zu den Grand Prix der vorangegangenen Jahre, die Rundenturniere gewesen waren.
In jedem der Turniere wurden Punkte wie entsprechend der nebenstehenden Tabelle vergeben. Bei Gleichstand wurden die Punkte geteilt; es gab keine Feinwertung.
In der Gesamtwertung ergab sich die Platzierung der Spieler aus der Summe der erzielten Punkte. Bei gleicher Punktzahl hätten folgende Kriterien (in absteigender Priorität) entschieden:
1. Summe der Brettpunkte in den gespielten drei Turnieren
2. Anzahl der mit schwarzen Figuren gespielten Partien
3. Anzahl der Gewinnpartien
4. Anzahl der mit Schwarz gewonnenen Partien
5. Los

## Qualifikation
Die 24 Spieler wurden nach verschiedenen Kriterien ausgewählt.  Vorberechtigt waren der amtierende Weltmeister (Magnus Carlsen) und Vizeweltmeister (Sergei Karjakin), die aber beide verzichteten. Damit bestand das Teilnehmerfeld aus
- drei (Halb-)Finalisten des Weltpokals 2015: Pjotr Swidler, Pawel Eljanow und Anish Giri. Der vierte (und Pokalsieger) war Karjakin gewesen.
- zehn Teilnehmer aufgrund der Weltrangliste: Michael Adams, Lewon Aronjan, Ding Liren, Boris Gelfand, Alexander Grischtschuk, P. Harikrishna, Dmitri Jakowenko, Şəhriyar Məmmədyarov, Hikaru Nakamura, Maxime Vachier-Lagrave
- ein Teilnehmer: Sieger der ACP Tour 2015: Jewgeni Tomaschewski
- zehn Teilnehmer, die vom Veranstalter nominiert wurden: Jon Ludvig Hammer, Hou Yifan, Ernesto Inarkiew, Li Chao, Jan Nepomnjaschtschi, Teymur Rəcəbov, Richárd Rapport, Alexander Rjasanzew, Saleh Salem, Francisco Vallejo Pons

## Ergebnisse

### Gesamtergebnis
Məmmədyarov gewann den Grand Prix vor Grischtschuk. Damit qualifizierten sich beide für das Kandidatenturnier. Zuvor hatten sich bereits Aronjan und Ding als Finalisten des Weltpokals 2017 ihre Teilnahme am Kandidatenturnier gesichert.
| Teilnehmer             | Schardscha | Moskau | Genf | Palma | Gesamtstand |
| ---------------------- | ---------- | ------ | ---- | ----- | ----------- |
| Şəhriyar Məmmədyarov   | 140        | 140    | 60   | —     | 340         |
| Alexander Grischtschuk | 140        | 71,4   | 125  | —     | 336,4       |
| Teymur Rəcəbov         | —          | 71,4   | 170  | 71,4  | 312,9       |
| Ding Liren             | 70         | 170    | —    | 71,4  | 311,4       |
| Dmitri Jakowenko       | 70         | —      | 11   | 155   | 236         |
| Maxime Vachier-Lagrave | 140        | 71,4   | —    | 20    | 231,4       |
| Hikaru Nakamura        | 70         | 71,4   | —    | 71,4  | 212,9       |
| Pjotr Swidler          | —          | 71,4   | 60   | 71,4  | 202,9       |
| Jan Nepomnjaschtschi   | 70         | 3      | 125  | —     | 198         |
| Lewon Aronjan          | 7          | —      | 11   | 155   | 173         |
| Pentala Harikrishna    | —          | 20     | 60   | 71,4  | 151,4       |
| Anish Giri             | —          | 71,4   | 60   | 6     | 137,4       |
| Michael Adams          | 70         | 3      | 60   | —     | 133         |
| Richárd Rapport        | 25         | —      | 2,5  | 71,4  | 98,9        |
| Jewgeni Tomaschewski   | 3          | 20     | —    | 71,4  | 94,4        |
| Li Chao                | 25         | —      | 60   | 6     | 91          |
| Hou Yifan              | 7          | 71,4   | 2,5  | —     | 80,9        |
| Alexander Rjasanzew    | 1          | —      | 60   | 3     | 64          |
| Pawel Eljanow          | 25         | —      | 11   | 20    | 56          |
| Francisco Vallejo Pons | 25         | 7      | —    | 6     | 38          |
| Boris Gelfand          | —          | 20     | 11   | 1,5   | 32,5        |
| Ernesto Inarkiew       | —          | 1      | 4    | 20    | 25          |
| Jon Ludvig Hammer      | 3          | 7      | —    | 1,5   | 11,5        |
| Saleh Salem            | 3          | 3      | 1    | —     | 7           |

### Turniere
| Schardscha 17. – 28. Feb. 2017 | 1.–3. Grischtschuk, Vachier-Lagrave, Məmmədyarov 5½ P.; 4.–8. Ding Liren, Adams, Jakowenko, Nakamura, Nepomnjaschtschi 5 P.; 9.–12. Rapport, Eljanow, Li Chao, Vallejo Pons 4½ P.; 13.–14. Aronjan, Hou Yifan 4 P.; 15.–17. Salem, Hammer, Tomaschewski 3½ P.; 18. Rjasanzew 3 P.       |
| Moskau 12. – 21. Mai 2017      | 1. Ding Liren 6 P.; 2. Məmmədyarov 5½ P.; 3.– 9. Vachier-Lagrave, Nakamura, Giri, Swidler, Grischtschuk, Rəcəbov, Hou Yifan 5 P.; 10.–12. Harikrishna, Gelfand, Tomaschewski 4½ P.; 13.–14. Hammer, Vallejo Pons 4 P.; 15.-17. Adams, Nepomnjaschtschi, Salem 3½ P.; 18. Inarkiew 2½ P. |
| Genf 06. – 15. Juli 2017       | 1. Rəcəbov 6 P.; 2.–3. Grischtschuk, Nepomnjaschtschi 5½ P.; 4.–10. Harikrishna, Məmmədyarov, Li Chao, Giri, Swidler, Adams, Rjasanzew 5 P.; 11.–14. Aronjan, Gelfand, Jakowenko, Eljanow 4½ P.; 15. Inarkiew 4 P.; 16.–17. Rapport, Hou Yifan, 2½ P.; 18. Salem 2 P.                   |
| Palma 15.–26. Nov. 2017        | 1.–2. Aronjan, Jakowenko 5½ P.; 3.– 9. Ding, Harikrishna, Nakamura, Rəcəbov, Rapport, Swidler, Tomaschewski 5 P.; 10.–12. Eljanow, Inarkiew, Vachier-Lagrave 4½ P.; 13.–15. Giri, Li, Vallejo-Pons 4½ P.; 16. Rjasanzew 3½ P.; 17.–18. Gelfand, Hammer 3 P.                             |